# Jan Wiertelak
Jan Wiertelak (ur. 1 stycznia 1900 w Łąkocinach, zm. 1940 w Charkowie) – polski chemik, wykładowca Uniwersytetu Poznańskiego i Szkoły Głównej Gospodarstwa Wiejskiego w Warszawie, porucznik uzbrojenia rezerwy Wojska Polskiego, ofiara zbrodni katyńskiej.

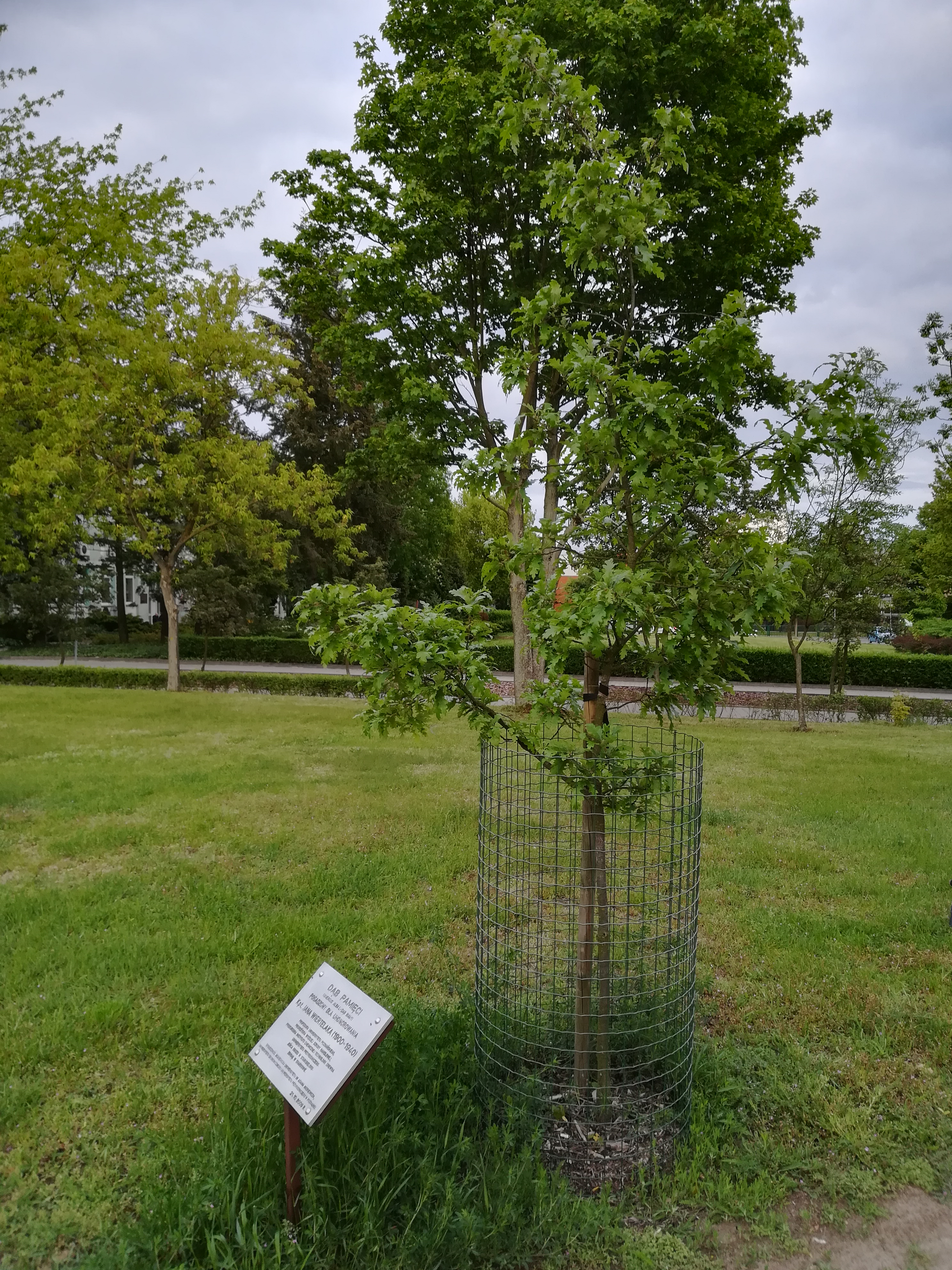
Dąb Pamięci Jana Wiertelaka w pobliżu Collegium Maximum (zasadzony 21 października 2009)

## Życiorys
Był synem Marcina i Marii z domu Zaradny. W 1919 zdał maturę w Ostrowie Wielkopolskim. Uczestniczył w powstaniu wielkopolskim i wojnie z bolszewikami w szeregach 70 pułku piechoty. W 1921 został absolwentem Szkoły Podchorążych Piechoty. Został awansowany do stopnia podporucznika rezerwy piechoty ze starszeństwem z dniem 1 lutego 1921. W 1923, 1924 był oficerem rezerwowym 69 pułku piechoty w Gnieźnie. Później zweryfikowany w stopniu podporucznika rezerwy uzbrojenia ze starszeństwem z dniem 1 lutego 1921. W 1934 jako podporucznik rezerwy uzbrojenia był przydzielony do 7 Oddziału Służby Uzbrojenia i pozostawał wówczas w ewidencji Powiatowej Komendy Uzupełnień Poznań Miasto.
W 1921 podjął studia na Wydziale Filozoficznym Uniwersytetu Poznańskiego, w 1924 uzyskał tytuł magistra chemii, w 1926 otrzymał tytuł doktora pod kierunkiem Stanisława Glixellego (praca pt. Elektroosmoza przez żele krzemionki). W 1928 przebywał we Francji (Instytut du Pin w Bordeaux) i zapoznanie się z tamtejszymi osiągnięciami w dziedzinie leśnictwa, później na stypendium w USA (Forest Product Laboratory w Madison). W 1935 habilitował się na Wydziale Chemii Politechnice Warszawskiej. W 1936 organizował Katedrę Technologii i Towaroznawstwa na Wyższej Szkole Handlowej w Poznaniu. W 1938 otrzymał tytuł profesora nadzwyczajnego na WSH. W 1938 został prorektorem WSH. Od 1938 do 1939 był prezesem Polskiego Towarzystwa Chemicznego. Prowadził badania przede wszystkim z chemicznej technologii drewna. Przyczynił się do powstania polskiej bibliografii chemicznej.
Po wybuchu II wojny światowej, kampanii wrześniowej i agresji ZSRR na Polskę z 17 września 1939 w nieznanych okolicznościach wzięty do niewoli sowieckiej. Przebywał w obozie w Starobielsku. Wiosną 1940 został zamordowany w Charkowie przez funkcjonariuszy Obwodowego Zarządu NKWD w Charkowie oraz pracowników NKWD przybyłych z Moskwy na mocy decyzji Biura Politycznego KC WKP(b) z 5 marca 1940. Pogrzebano go potajemnie w bezimiennej mogile zbiorowej w Piatichatkach, gdzie od 17 czerwca 2000 mieści się oficjalnie Cmentarz Ofiar Totalitaryzmu w Charkowie. Figuruje na Liście Starobielskiej NKWD pod poz. 354.

## Upamiętnienie
5 października 2007 minister obrony narodowej Aleksander Szczygło mianował go pośmiertnie na stopień kapitana. Awans został ogłoszony 9 listopada 2007 w Warszawie, w trakcie uroczystości „Katyń Pamiętamy – Uczcijmy Pamięć Bohaterów”.
Został uhonorowany w zbiorowym upamiętnieniu chemików polskich na grobowcu prof. dr. Wandy Polaczkowej i Heleny Czarnodolowej (wdów po chemikach) na Cmentarzu Powązkowskim w Warszawie; pod głównym napisem Tu umarli żyją umieszczono dedykację o treści: Oto mogiła chemików, których prochy w latach 1939-45 rozsiane zostały przez wroga nie znalazły miejsca w polskiej ciszy cmentarnej.